# Senat d'Itàlia
El Senat d'Itàlia o Senat de la República (italià: Senato della Repubblica) és una de les dues assemblees parlamentàries del Parlament d'Itàlia, juntament amb la Cambra dels Diputats (Camera dei Deputati). Està format per 315 membres elegits entre ciutadans majors de 40 anys escollits cada 5 anys, encara però hi ha alguns senadors vitalicis. La seu del Senat és el Palazzo Madama de Roma des de 1871. Abans ho era el Palazzo Madama de Torí (1848-1865) i el Palazzo della Signoria de Florència (1865-1871).

## Elecció dels membres
L'art. 47 de la Constitució italiana estableix la seva elecció sobre base regional per sufragi universal i directe. També preveu que el seu nombre sigui variable, en funció de la població de cada regió (p.ex Vall d'Aosta en té un, Molise dos i la resta no tenen menys de 7. Per als italians de l'exterior s'hi reserven 6 escons.
Las Llei de 1948  preveia un repartiment dels escons per regions de manera proporcional. D'ençà del 1994 s'ha introduït un nou sistema, que aboleix bona part del sistema proporcional pur; 232 són escollits pel sistema de tipus majoritari (el que obté més vots al col·legi), cosa que afavoreix el bipartidisme, mentre que els altres 83 són escollits segons un sistema proporcional.
El 2005 es va introduir una nova llei electoral que preveu el repartiment proporcional dels escons del senat més un premi a la llista de majoria relativa, cosa que ha afavorit la creació de coalicions. És previst un percentatge mínim del 20% per a coalicions i el 3% per a les llistes individuals (dins la coalició), així com un 8% per les llistes no coaligades.

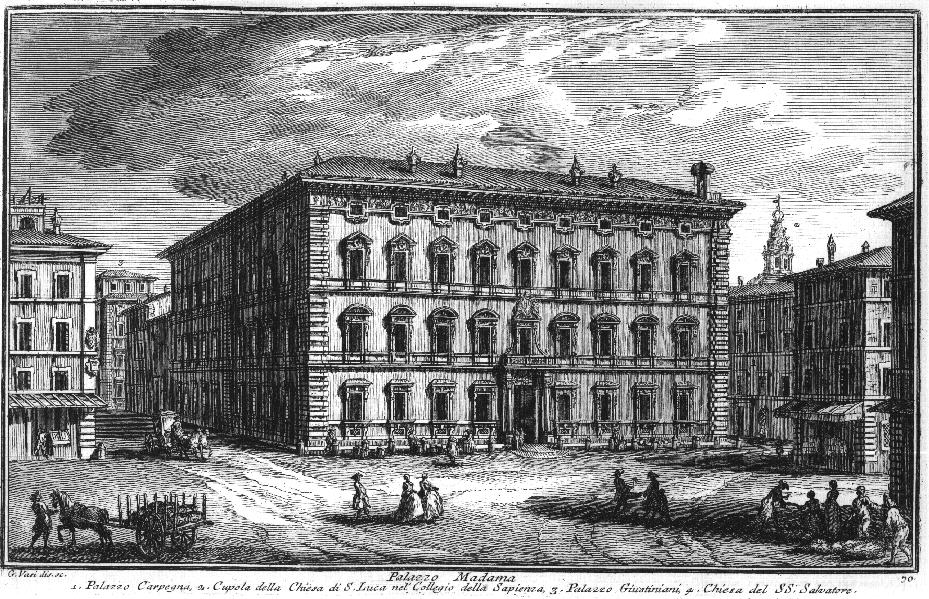
Palazzo Madama al segle XVIII

Hi ha alguns senadors vitalicis, previstos en l'art. 59 Constitució, nomenats pel president de la República, fins a cinc ciutadans que tenen alts mèrits científics, literaris.

## Òrgans Parlamentaris
- President Quan s'obre la sessió és nomenat president provisional el senador més ancià, mentre que el més jove és nomenat secretari. En els dos dies següents a la constitució del Senat es vota el nou president en sufragi secret per quòrum de majoria absoluta, si no dos cops més i a la quarta per majoria simple. El 29 d'abril de 2008 en fou nomenat Renato Schifani
- Consell de la presidència és el vèrtex administratiu del senat, és compost pel president, els vicepresidents,[1] els questors i els secretaris.

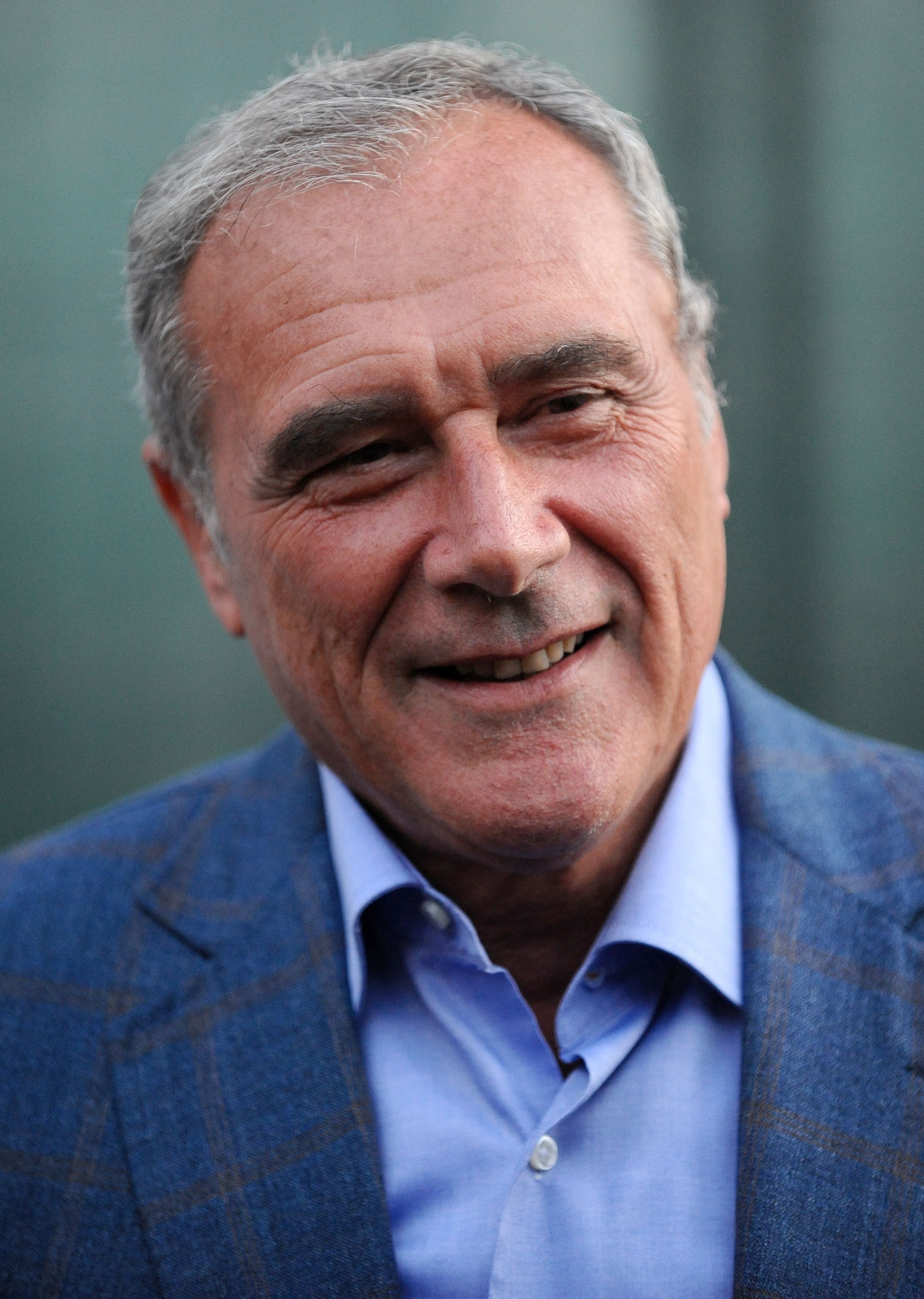
L'actual President del Senat de la República Pietro Grasso.

- Col·legi de Questors És compost per tres senadors que actuen de manera col·legiada i s'encarreguen del bon funcionament de l'Administració, de les cerimònies, del manteniment de l'ordre i de la seguretat a la Cambra, segons les disposicions del president.
- Grups Parlamentaris Els senadors s'agrupen segons la seva orientació política. És previst un grup mixt que recull aquells que no formen part d'un grup d'almenys 10 senadors o que no s'inscriuen en cap grup, encara que el Consell de Presidència pot autoritzar la constitució d'un grup amb menys de 10 si és un grup organitzar a nivell estatal i que ha presentat llista almenys a 15 regions, si almenys n'obtenen 5 senadors.
- Conferència de Caps de Grup, presidida pel president del Senat i constituïda pels presidents dels grups parlamentaris. El govern sempre n’és informat de les reunions i pot enviar el seu propi representant.
- L'Assemblea, constituïda per tots els senadors, que organitzen el seu propi treball segons un calendari constituït a l'ordre del dia.

## Comissions i Juntes
Són òrgans col·legiats per a donar informació o obtenir-ne. Hi ha 14 comissions permanents: afers constitucionals, justícia, afers exteriors, defensa, economia, finances i tresor, cultura i educació, medi ambient, transports i comunicacions, activitat productiva, treball, afers socials, agricultura i UE. I tres conjuntes amb la Cambra dels Diputats: reglament, eleccions i immunitat parlamentària, i biblioteca i arxiu històric.

## Cap a un Senat federal?
Les reformes constitucionals dutes a termes per la Casa de les Llibertats preveien l'establiment d'un Senat federal amb una estructura similar a l'actual, mentre que l'Unione proposava un Senat Federal amb membres escollits directament per les Regions, seguint el model del Bundesrat alemany. El 21 de juny de 2007 la comissió d'afers constitucionals de la Cambra, presidida per Luciano Violante, proposà una reforma del Senat, federal escollit en part per sufragi universal i en part pels consells regionals i els consells autònoms locals, però el 17 d'octubre de 2007 es canvià la proposta per una elecció exclusivament indirecta, seguint el model del Bundesrat austríac. A començaments del 2008 la proposta era encara en fase d'estudi i s'estava elaborant una norma transitòria per a elecció dels membres de manera indirecta, de cara a les pròximes eleccions.
La proposta d'un Senat triat indirectament per les regions va ser restablert el 2014 pel govern de Renzi i es troba en procés d'aprovació, juntament amb una nova llei electoral.